# 1,3,5-triazin
1,3,5-triazin, även kallad s-triazin, är en organisk förening med formeln C3H3N3. Den är en sex-ledad heterocyklisk aromatisk ring och en av flera isomera triaziner. S-triazin och dess derivat är användbara i ett flertal olika tillämpningar.

## Framställning
Symmetriska 1,3,5-triaziner framställs genom trimerisering av vissa nitriler såsom cyanklorid eller cyanimid. Bensoguanamin (med en fenyl- och 2 aminosubstituenter) syntetiseras från bensonitril och dicyandiamid. I Pinners triazinsyntes (uppkallad efter Adolf Pinner) är reaktanterna en alkyl- eller arylamidin och fosgen. Insättning av en NH-grupp till hydrazid genom en kopparcarbenoid, följt av behandling med ammoniumklorid ger också en triazinkärna.

## Användning
Som ett reagens i organisk syntes, användes s-triazin som motsvarigheten till vätecyanid (HCN). Såsom varande ett fast ämne mot gasform för HCN, är triazin lättare att hantera i laboratorier. Ett användningsområde är i Gattermannreaktionen, som används för att fästa formylgruppen till aromatiska substrat.

### Triazinderivat
N- och C-substituerade triaziner används industriellt. Det vanligaste derivatet av 1,3,5-triazin är 2,4,6-triamino-1,3,5-triazin, allmänt känt som melamin eller cyanuramide. Ett annat viktigt derivat är 2,4,6-trihydroxi-1,3,5-triazin mer känt som cyanursyra.
Triklor-1,3,5-triazin (cyanurklorid) är utgångspunkt för tillverkning av många herbicider såsom simazin och atrazin. Klorerade triaziner är grunden för en viktig familj av reaktiva färgämnen, som är kovalent bundna till cellulosamaterial.

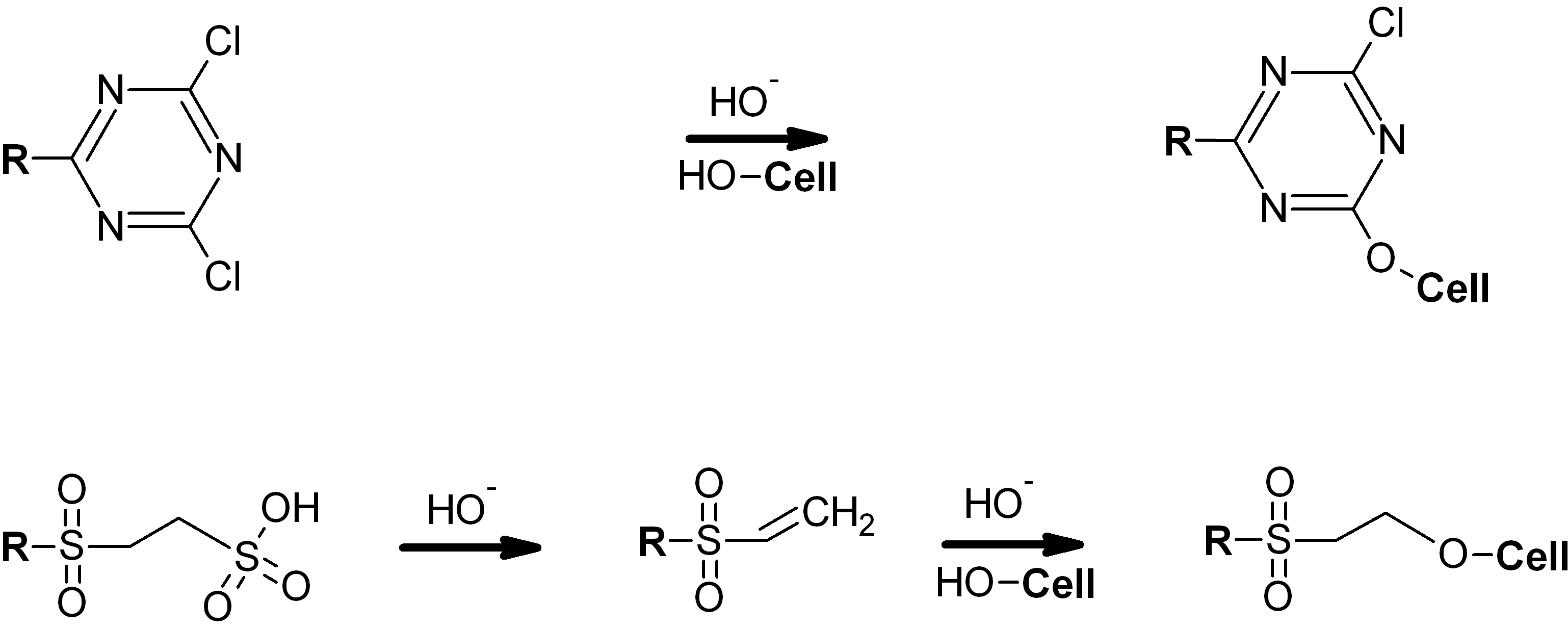
Metoder för att fästa reaktiva färgämnen på fibrer (Cell = cellulosa; R = kromofor).

Triaziner är också farmaceutiska produkter.